# Bobó de camarão

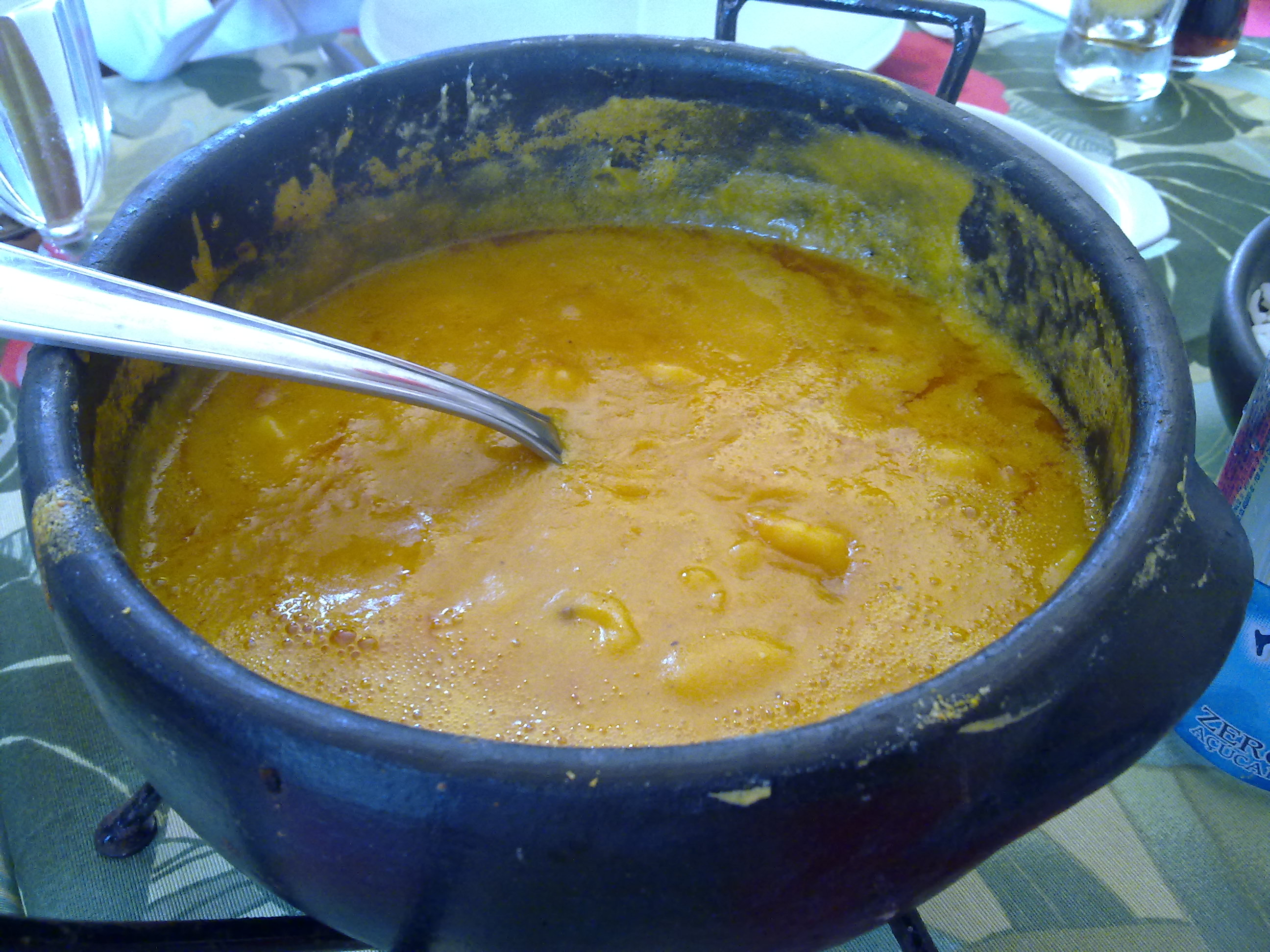
Bobó de camarão.

El bobó de camarão es un plato de consistencia cremosa típico de la cocina brasileña hecho con camarones salteados con especias verdes, mezclado con puré de yuca y aceite de palma, jengibre y camarones secos. Se sirve acompañado de arroz blanco, aunque también puede servirse con pirão (salsa de pescado).
- Datos: Q2908226
- Multimedia: Bobós de camarão / Q2908226